# ¿Qué nos pasa?
¿Qué nos pasa? fue un programa de televisión humorístico y satírico mexicano, producido entre 1986 y 1987, transmitido también en países como Colombia, Perú, entre otros. Su director y actor principal era Héctor Suárez.
Entre las secciones del programa se encontraban personajes como: "El no hay", "El Picudo", "Doña Zoila", "El Flanagan", "El Lic. Buitrón", "El 'tá difícil", "El Destroyer"; entre otros personajes de crítica social, donde la pregunta final que se le hacía al público es "¿Qué nos pasa?".
De 1998 a 2000, el programa volvió a transmitirse a través de la barra cómica del Canal de las Estrellas "Nos vemos a las 10", transmitida los martes.

## Sketches
- El Flanagan

Es una sátira a aquellas personas que adoptan cualquier moda extranjera, sin importar su origen o significado. Es representado como un hombre ya maduro, vestido de punk, pero que baila una canción pop ('Kiss' de Prince) con pasos de breakdance y el moonwalk de Michael Jackson. Se caracteriza por decir constantemente la frase "¡Queremos rock!", además de hablar con un fuerte acento mexicano y utilizar varios modismos de este país.
- El no hay

Es un sujeto llamado Ciriaco, que muestra una total desidia al realizar un trabajo encomendado o atenter a su clientela. 
- Doña Soyla

Es una mujer ya madura, que vive obsesionada con mantener su otrora apariencia juvenil. 
Insiste en tratar a sus hijos ya veinteañeros, como unos niños, regañándolos constantemente y algunas veces castigándolos físicamente.
- Don Rigoletto

Es un carnicero que se caracteriza por vender productos de dudosa procedencia y/o en mal estado. Se distingue por decir las frases "¡chicharrón de puerco y puerca!" y "¡ostión fresco del Ajusco!".